# Olle Wilner
Erik Olof (Olle) Wilner, född 10 maj 1915 i Göteborg, död 31 juli 1997 i Solna, var en svensk målare, skulptör och grafiker.
Han var son till konstnären Torsten Wilner och Selma Andersson och från 1950 gift med Hélène Guillemet. Wilner kom först att utbilda sig till möbelsnickare och konsthantverkare, bland annat studerade han för Bo Fjaestad i Arvika 1933. Men från 1939 arbetade han huvudsakligen som bildkonstnär och då ofta tillsammans med Gösta Stawåsen som även hjälpte till med råd och tips. Separat ställde han ut i Slite på Gotland, Konstsalong Rålambshof och i Råsunda. Han medverkade i några gotländska sommarsalonger i Visby på 1940-talet och i samlingsutställningar i Solna. Bland hans offentliga arbeten märks ett antal entrémosaiker för fastigheter i Stockholm och en 25 kvadratmeter stor fristående cementmosaik på Hornsgatan 74 i Stockholm samt mosaikarbeten för en tunnelbaneuppgång i Sundbyberg. Hans konst består av figurer stilleben och landskapsskildringar utförda i olja, akvarell och gouache samt träsnitt, mosaiker och intarsiakompositioner. Wilner är gravsatt i minneslunden på Solna kyrkogård.